# Unione Sportiva Gavorrano 2010-2011
Questa pagina raccoglie le informazioni riguardanti l'Unione Sportiva Gavorrano nelle competizioni ufficiali della stagione 2010-2011.

## Rosa
| N. |                   | Ruolo | Calciatore            |
| -- | ----------------- | ----- | --------------------- |
|    | Italia (bandiera) | A     | Andrea Aperuta        |
|    | Italia (bandiera) | C     | Antonello Bertino     |
|    | Italia (bandiera) | D     | Riccardo Bettini      |
|    | Italia (bandiera) | A     | Damiano Biggi         |
|    | Italia (bandiera) | C     | Mattia Bodano         |
|    | Italia (bandiera) | C     | Davide Cappiello      |
|    | Italia (bandiera) | C     | Francesco Curcio      |
|    | Italia (bandiera) | C     | Filippo De Gori       |
|    | Italia (bandiera) | C     | Fabio Fanelli         |
|    | Italia (bandiera) | A     | Giordano Fioretti     |
|    | Italia (bandiera) | C     | Michael Frangioni     |
|    | Italia (bandiera) | C     | Jacopo Galbiati       |
|    | Italia (bandiera) | D     | Nicholas Abedoy Jboio |
|    | Italia (bandiera) | P     | Mattia Lanzano        |
|    | Italia (bandiera) | D     | Ivan Loseto           |

| N. |                   | Ruolo | Calciatore         |
| -- | ----------------- | ----- | ------------------ |
|    | Italia (bandiera) | C     | Luca Lulli         |
|    | Italia (bandiera) | C     | Stefano Manzo      |
|    | Italia (bandiera) | P     | Mattia Maragna     |
|    | Italia (bandiera) | D     | Giacomo Menichetti |
|    | Italia (bandiera) | D     | Simone Menichetti  |
|    | Italia (bandiera) | D     | Sebastiano Miano   |
|    | Italia (bandiera) | A     | Andrea Monterisi   |
|    | Italia (bandiera) | D     | Niccolò Nencioli   |
|    | Italia (bandiera) | A     | Manuel Nocciolini  |
|    | Italia (bandiera) | A     | Francesco Pacini   |
|    | Italia (bandiera) | A     | Maurizio Peluso    |
|    | Italia (bandiera) | C     | Ortiz Rituale      |
|    | Italia (bandiera) | P     | Simone Marroccella |
|    | Italia (bandiera) | C     | Giovanni Ruscio    |
|    | Italia (bandiera) | C     | Vincenzo Sgambato  |